# Nürnberg–Bamberg-vasútvonal

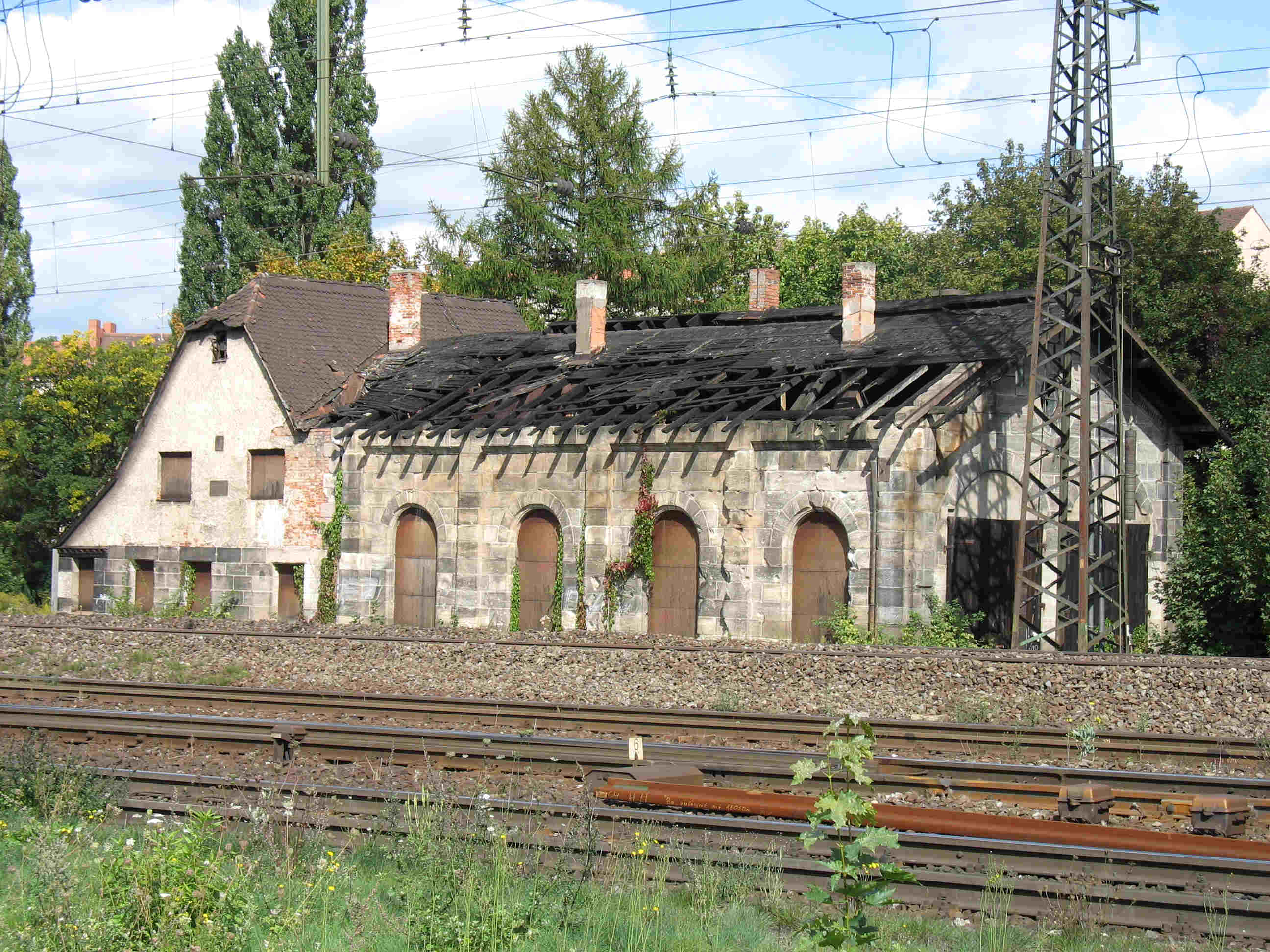
Fűtőház a vonalon, egyike a néhány megmaradt német fűtőháznak

A Nürnberg–Bamberg-vasútvonal egy normál nyomtávolságú, kétvágányú 15 kV, 16,7 Hz-cel villamosított vasútvonal Németországban Nürnberg és Bamberg között. A vasútvonal hossza 62,4 km, engedélyezett sebesség 160 km/h.
A vasútvonal 1844. szeptember 1-én nyílt meg, villamosítása 1939. május 10-ig lett kész. A vonalon a nürnbergi S-Bahn, regionális vonatok, ICE vonatok és tehervonatok közlekednek.

## Fejlesztések
A vonalra a közeljövőben számos fejlesztés vár: Fürthig 4 vágányúra bővítik, az S-Bahnt meghosszabbítják Forchheim állomásig, Nürnberg–Ebensfeld között pedig nagysebességű járatok is fognak közlekedni.